# Short track ai XIX Giochi olimpici invernali
Ai XIX Giochi olimpici invernali a Salt Lake City (Stati Uniti), vennero assegnate medaglie in otto specialità dello short track.

## Risultati

### Uomini
| Evento                      | Oro                                                                            | Tempo    | Argento                                                                 | Tempo    | Bronzo                                | Tempo    |
| 500 m (dettagli)            | Marc Gagnon                                                                    | 41"802   | Jonathan Guilmette                                                      | 41"994   | Rusty Smith                           | 42"027   |
| 1000 m (dettagli)           | Steven Bradbury                                                                | 1'29"109 | Apolo Ohno                                                              | 1'30"160 | Mathieu Turcotte                      | 1'30"563 |
| 1500 m (dettagli)           | Apolo Ohno                                                                     | 2'18"541 | Li Jiajun                                                               | 2'18"731 | Marc Gagnon                           | 2'18"806 |
| 5000 m staffetta (dettagli) | Canada Marc Gagnon Jonathan Guilmette François-Louis Tremblay Mathieu Turcotte | 6'51"579 | Italia Maurizio Carnino Fabio Carta Nicola Franceschina Nicola Rodigari | 6'56"327 | Cina Feng Kai Guo Wei Li Jiajun Li Ye | 6'59"633 |

### Donne
| Evento                      | Oro                                                                  | Tempo    | Argento                                                 | Tempo    | Bronzo                                                                    | Tempo    |
| 500 m (dettagli)            | Yang Yang (A)                                                        | 44"187   | Evgenija Radanova                                       | 44"252   | Wang Chunlu                                                               | 44"272   |
| 1000 m (dettagli)           | Yang Yang (A)                                                        | 1'36"391 | Ko Gi-hyun                                              | 1'36"427 | Yang Yang (S)                                                             | 1'37"008 |
| 1500 m (dettagli)           | Ko Gi-hyun                                                           | 2'31"581 | Choi Eun-kyung                                          | 2'31"610 | Evgenija Radanova                                                         | 2'31"723 |
| 3000 m staffetta (dettagli) | Corea del Sud Choi Eun-kyung Choi Min-kyung Park Hye-won Joo Min-jin | 4'07"361 | Cina Sun Dandan Wang Chunlu Yang Yang (A) Yang Yang (S) | 4'15"901 | Canada Isabelle Charest Marie-Ève Drolet Amélie Goulet-Nadon Alanna Kraus | 4'03"471 |

## Medagliere per nazioni
| Pos.   | Paese         | Oro | Argento | Bronzo | Totale |
| ------ | ------------- | --- | ------- | ------ | ------ |
| 1      | Cina          | 2   | 2       | 3      | 7      |
| 2      | Corea del Sud | 2   | 2       | 0      | 4      |
| 3      | Canada        | 2   | 1       | 3      | 6      |
| 4      | Stati Uniti   | 1   | 1       | 1      | 3      |
| 5      | Australia     | 1   | 0       | 0      | 1      |
| 6      | Bulgaria      | 0   | 1       | 1      | 2      |
| 7      | Italia        | 0   | 1       | 0      | 1      |
| Totale | Totale        | 8   | 8       | 8      | 24     |